# Hisaši Inoue
Inoue Hisaši (japonsky 井上 ひさし), (16. listopadu 1934, Kawaniši – 9. dubna 2010, Kamakura) byl předním japonským dramatikem a autorem smyšlených humoristických povídek. V letech 1961 až 1986 vystupoval pod pseudonymem Učijama Hisaši (内山 廈).

## Život
Narodil se v malém městě Kawaniši-mači (川西町) v prefektuře Jamagata, v němž vedl jeho otec lékárnu. Otcovým snem však bylo stát se spisovatelem. Podařilo se mu napsat román, za nějž dostal cenu. Následně na to mu byla nabídnuta práce scenáristy ve velké filmové společnosti Shochiku v Tokiu, kterou přijal. Avšak než se stačil i se svou rodinou odstěhovat do Tokia, vážně onemocněl a zanedlouho nemoci podlehl. Po otcově smrti byl Inoue zaslán do katolické internátní školy, kde získal základní vzdělání. Vystudoval Sophia University v Tokiu. Otcova smrt jej ovlivnila jakožto spisovatele, převzal jeho sen. Již v 7 letech psával smyšlené romány, za jejichž kompozici nebyl kladně hodnocen, protože se neopíraly o každodenní život. Stal se scenáristou v médiích a začal psát hry. Ve 30 letech začal psát romány.

## Dílo
Jeho literární kariéra započala již v dobách studia. V té době psal scénáře pro divadlo v Tokiu a produkoval vlastní hry.
V roce 1964 se stal spoluautorem scénáře loutkové televizní show pro děti Hyokkori Hyotanjima, která byla vysílána po dobu pěti let s počtem 1200 epizod.
Roku 1969 byla produkcí Teatro Echo natočena jeho první divadelní hra Nihonjin no Heso. Jednalo se o komedie provázenou hudbou a písněmi. Žánr komedie se stal od té doby stěžejním žánrem jeho tvorby. Ve stejném roce získal cenu Kishida Drama Award a Cenu podporující umění pro nové umělce, která byla udělena ministrem školství, kultury, sportu, vědy a techniky.
Roku 1984 založil vlastní divadelní soubor Komatsuza, kde byly hrány jeho hry. Hry, jež byly založené zejména na humoru, představovaly jeho znalost a hlubokou náklonnost k japonskému jazyku.
V roce 1988 dokončil komickou trilogii: Kirameku seiza, Yami ni saku hana, Yuki ya kon kon. Tato trilogie představuje obraz obyčejných lidí v období Šówa.
I přes svou divadelní činnost Inoue pokračoval v psaní románů, za něž dostal mnohá ocenění. Roku 1986 získal Cenu Seiun za nejlepší román Kirikiriiin. Tento román je útokem proti centralizované kultuře v Tokiu. Zobrazuje život lidí postižených chudobou, kteří jsou nuceni opustit svůj domov v Tohoku a hledat nový slušný život v hlavním městě. Původně bylo toto dílo zpracováno jako divadelní hra v roce 1964.
V devadesátých letech Inoue začal otáčet svou vizi směrem k Hirošimě a Nagasaki.
V roce 1986 získal další literární cenu Yoshikawa Eiji za Treasury of Disloyal Retainers, roku 1992 cenu Tanizaki za Shanghai Moon, roku 1991 cenu Kikuchi Kan za Tokyo Seven Roses.
V roce 2004 byl japonskou vládou jmenován Person of Cultural Merit a získal řád kultury.

## Tvorba
Jeho dílo je zasaženo válečnými událostmi, které ho poznamenaly. Jako dítě se obával, že kvůli válce zemře. Konec války mu umožnil nový pohled na svět.
Ve srovnání s ostatními moderními japonskými spisovateli jsou jeho díla silně ovlivněna japonskou kulturou. Vynikají vysokým jazykovým stylem japonského jazyka. Jeho tvorba měla vliv na japonská média a divadelní kulturu. Díky vytříbenému jazyku a užitým výrazům jsou jeho díla těžce přeložitelná, jedná se však o cenný zdroj popisující japonskou kulturu a perspektivu.
Smrt otce a období války jej poznamenaly natolik, že ztvárňoval život obyčejných, chudých a slabých lidí, jejichž osudy byly pohnuté válkou. Prostřednictvím nich se snaží ukázat laskavou stránku společnosti a dát lidem naději. Soucítění s lidmi a společností zvyšovalo jeho popularitu.